# Hemlock Grove
Hemlock Grove ist eine US-amerikanische Fernsehserie, die in den USA von Netflix per Streaming ausgestrahlt wird. Die Serie basiert auf Brian McGreevys Roman Hemlock Grove. Alle 13 Episoden der ersten Staffel wurden am 19. April 2013 veröffentlicht.

## Handlung
Die Handlung der Serie beschreibt die Entstehung der Freundschaft zwischen dem Vampir Roman Godfrey und dem Werwolf Peter Rumancek, deren wechselhaften Verlauf und späteren Zerfall. Parallel werden verschiedene andere Handlungsstränge miteinander verwoben. So wird in den drei Staffeln die Geschichte von Romans Mutter, der Vampirin Olivia Godfrey, erzählt. Diese infiziert sich in der ersten Staffel unwissend mit einem Krebsvirus, der speziell für Vampire entwickelt wurde und diese ausrotten soll. Eine weitere Geschichte ist die von Lethas Tochter, die über übernatürliche Kräfte verfügt und Personen, die ihr Schaden wollen, mit ihrem Willen töten kann. Darüber hinaus gibt es noch ein Wesen, das als Omul Negru (schwarzer Mann) bzw. Butzemann bezeichnet wird und in menschlicher Gestalt als der Kinderarzt Dr. Arnold Spivak in Erscheinung tritt. Er wird als Erzfeind der Vampire beschrieben.

### Staffel 1
In dem kleinen Städtchen Hemlock Grove in Pennsylvania werden mehrere Mädchen ermordet, weswegen der ermittelnde Sheriff fieberhaft nach dem Mörder sucht. Zudem werden Gerüchte verbreitet, dass der erst kurz zuvor mit seiner Mutter zugezogene Rom Peter Rumancek ein Werwolf (in der Serie Vargulf genannt) sei, was ihn zu einem der Hauptverdächtigen in dem Fall macht, da die Mädchen von einem Tier getötet wurden. Er freundet sich nach und nach mit Roman Godfrey an, mit dem er zusammen zur Schule geht.
Die Familie Godfrey ist sehr reich und einflussreich in Hemlock Grove, ihnen gehört ein Forschungsinstitut (der Turm), dessen Leiter Dr. Johann Pryce unter anderem geheime Experimente durchführt. Da Olivia Godfrey Witwe ist, führt sie das Institut für ihren Sohn Roman, lässt aber Dr. Pryce bei dessen Forschung und Experimenten freie Hand. Olivias Schwager, der Psychologe Dr. Norman Godfrey, mit dem sie eine Affäre hat, misstraut dem Institut und glaubt, dass die Morde, die in Hemlock Grove begangen werden, mit dem Institut zusammenhängen. Als Normans Tochter Letha feststellt, dass sie schwanger ist, glaubt sie, dass das Kind von einem Engel gezeugt wurde. Peter freundet sich mit der schwangeren Letha an und die beiden verlieben sich ineinander, wodurch es erst zu Spannungen zwischen ihm und Roman kommt. Die beiden wollen allerdings Letha schützen und beschließen, den Werwolf selbst zu töten.
In einer verlassenen Kirche stellt sich heraus, dass die Pflegetochter des Sheriffs, Christina, der unbekannte Werwolf ist, der die Mädchen ermordet hat, und sie wird von Romans Schwester Shelley getötet.
Letha überlebt die Geburt ihres Kindes nicht und Peter, der am Boden zerstört ist, zieht gemeinsam mit seiner Mutter wieder fort. Roman wird von Olivia derart beeinflusst, dass er an seinem 18. Geburtstag Selbstmord begeht, um dadurch zu einem vollständigen Upir zu werden, da ein Vampir nur durch Selbstaufgabe entstehen kann. Dabei erfährt er auch, dass er der Vater von Lethas Kind ist.

## Produktion
Im Dezember 2011 wurde berichtet, dass Netflix und Gaumont International Television eine Serie namens Hemlock Grove produzieren wollen, die im März 2012 offiziell bestellt wurde. Als Produzent konnte man Eli Roth gewinnen. Nathan Barr komponierte die Musik.
Die ersten Hauptrollen gingen im März 2012 an Famke Janssen und Bill Skarsgård. Im April folgte Landon Liboiron in einer weiteren Hauptrolle. Die erste Staffel der Fernsehserie wurde mit einem Budget von 45 Millionen US-Dollar verwirklicht. Die Dreharbeiten begannen am 13. Juli 2012 im kanadischen Port Perry, Ontario. Weitere Drehorte waren Toronto und Hamilton.
Im September 2014 wurde die Serie von Netflix um eine dritte Staffel verlängert, die zugleich den Abschluss der Serie darstellt.

## Besetzung und Synchronisation
Die deutsche Synchronisation entsteht nach einem Dialogbuch von Thomas Maria Lehmann, Helen Wilke und Matthias Müntefering sowie unter der Dialogregie von Rainer Raschewski, Ursula Hugo, Matthias Müntefering und Torsten Sense durch die Synchronfirma RRP Media GmbH in Berlin.

### Hauptbesetzung
| Rollenname         | Schauspieler/in   | Hauptrolle | Nebenrolle | Synchronsprecher/in                                        |
| ------------------ | ----------------- | ---------- | ---------- | ---------------------------------------------------------- |
| Olivia Godfrey     | Famke Janssen     | 1.01–3.10  |            | Christin Marquitan                                         |
| Roman Godfrey      | Bill Skarsgård    | 1.01–3.10  |            | Julius Jellinek (Staffel 1) Florian Hoffmann (Staffel 2–3) |
| Peter Rumancek     | Landon Liboiron   | 1.01–3.10  |            | Jaron Löwenberg                                            |
| Dr. Norman Godfrey | Dougray Scott     | 1.01–2.10  |            | Oliver Siebeck                                             |
| Letha Godfrey      | Penelope Mitchell | 1.01–1.13  |            | Lydia Morgenstern                                          |
| Christina Wendall  | Freya Tingley     | 1.01–1.13  |            | Shanti Chakraborty                                         |
| Dr. Johann Pryce   | Joel de la Fuente | 2.01–3.10  | 1.01–1.13  | Bernd Vollbrecht                                           |
| Destiny Rumancek   | Kaniehtiio Horn   | 2.01–3.10  | 1.03–1.13  | Janin Stenzel                                              |
| Shelley Godfrey    | Nicole Boivin     |            | 1.01–1.13  | Julia Stoepel                                              |
| Shelley Godfrey    | Madeleine Martin  | 3.01–3.10  | 2.03–2.10  | Julia Stoepel                                              |
| Annie Archambeau   | Camille De Pazzis | 3.01–3.10  |            | Kaya Marie Möller                                          |

### Nebenbesetzung
| Rollenname                          | Schauspieler/in  | Nebenrolle                         | Synchronsprecher/in  |
| ----------------------------------- | ---------------- | ---------------------------------- | -------------------- |
| Lynda Rumancek                      | Lili Taylor      | 1.01–2.05                          | Katrin Zimmermann    |
| Marie Godfrey                       | Laurie Fortier   | 1.01–2.03                          | Silvia Mißbach       |
| Sheriff Tom Sworn                   | Aaron Douglas    | 1.01–1.13                          |                      |
| Alexa Sworn                         | Eliana Jones     | 1.01–1.10                          | Victoria Frenz       |
| Alyssa Sworn                        | Emilia McCarthy  | 1.01–1.10                          | Soraya Richter       |
| Ashley Valentine                    | Emily Piggford   | 1.02–1.09                          | Inken Baxmeier       |
| Jenny Fredericks                    | Holly Deveaux    | 1.02–1.12                          | Katrin Jaehne        |
| Francis Pullman                     | Ted Dykstra      | 1.02–1.13                          | Bernhard Völger      |
| Bishop                              | Philip Craig     | 1.02–1.13, 2.03, 2.08              | Rüdiger Evers        |
| Dr. Clementine Chasseur             | Kandyse McClure  | 1.03–1.12                          | Giovanna Winterfeldt |
| Michael Chasseur                    | Demore Barnes    | 1.10–3.01                          |                      |
| Andreas Vasilescu                   | Luke Camilleri   | 2.01–3.06                          | Tino Kießling        |
| Dr. Galina Zheleznova-Burdukovskaya | Shauna MacDonald | 2.01–2.09                          | Franca Orlia         |
| Miranda Cates                       | Madeline Brewer  | 2.02–3.02                          | Laurine Betz         |
| Leticia Padilla                     | Lisa Marcos      | 2.05–2.10                          |                      |
| Isaac Ochoa                         | Alex Hernandez   | 3.01–3.10                          | Raúl Richter         |
| Aitor Quanti                        | Richard Gunn     | 3.03–3.10                          | Detlef Bierstedt     |
| Dr. Arnold Spivak                   | J.C. MacKenzie   | 2.05, 2.08, 2.10, 3.02, 3.07, 3.09 | Gerald Schaale       |

## Ausstrahlung
Vereinigte Staaten
Alle 13 Episoden der ersten Staffel stellte Netflix am 19. April 2013 zum Abrufen bereit. Die zehn Episoden der zweiten Staffel wurden am 11. Juli 2014 veröffentlicht.
Deutschland
Für die deutschsprachige Ausstrahlung hat sich die Tele München Gruppe die Rechte an der Serie gesichert.
In Deutschland ist die erste Staffel seit dem 6. Dezember 2013 über den Video-on-Demand-Anbieter Lovefilm abrufbar. Bei Netflix ist die zweite Staffel seit dem 16. September 2014 und die dritte Staffel seit dem 23. Oktober 2015 verfügbar.

## Episodenliste

### Staffel 1
| Nr. (ges.) | Nr. (St.) | Deutscher Titel          | Originaltitel               | Erstausstrahlung USA | Deutschsprachige Erstausstrahlung (D) | Regie          | Drehbuch                      |
| ---------- | --------- | ------------------------ | --------------------------- | -------------------- | ------------------------------------- | -------------- | ----------------------------- |
| 1          | 1         | Das Element der Seele    | Jellyfish in the Sky        | 19. Apr. 2013        | 6. Dez. 2013                          | Eli Roth       | Brian McGreevy & Lee Shipman  |
| 2          | 2         | Die Verwandlung          | The Angel                   | 19. Apr. 2013        | 6. Dez. 2013                          | Deran Sarafian | Brian McGreevy & Lee Shipman  |
| 3          | 3         | Der Orden des Drachen    | The Order of the Dragon     | 19. Apr. 2013        | 6. Dez. 2013                          | Deran Sarafian | Brian McGreevy & Lee Shipman  |
| 4          | 4         | Der Dämonenhund          | In Poor Taste               | 19. Apr. 2013        | 6. Dez. 2013                          | David Semel    | Sheila Callaghan              |
| 5          | 5         | Blick in den Abgrund     | Hello, Handsome             | 19. Apr. 2013        | 6. Dez. 2013                          | David Semel    | Mark Verheiden                |
| 6          | 6         | Angst hat ein Zuhause    | The Crucible                | 19. Apr. 2013        | 6. Dez. 2013                          | Deran Sarafian | Daniel Paige                  |
| 7          | 7         | Grenzenlose Wut          | Measure of Disorder         | 19. Apr. 2013        | 6. Dez. 2013                          | Deran Sarafian | Brian McGreevy & Lee Shipman  |
| 8          | 8         | Abstieg in die Unterwelt | Catabasis                   | 19. Apr. 2013        | 6. Dez. 2013                          | David Straiton | Brian McGreevy & Lee Shipman  |
| 9          | 9         | Die Aufgabe Gottes       | What Peter Can Live Without | 19. Apr. 2013        | 6. Dez. 2013                          | David Straiton | Rafe Judkins & Lauren LeFranc |
| 10         | 10        | Vollmond                 | What God Wants              | 19. Apr. 2013        | 6. Dez. 2013                          | TJ Scott       | Daniel Paige                  |
| 11         | 11        | Die Jagd beginnt         | The Price                   | 19. Apr. 2013        | 6. Dez. 2013                          | TJ Scott       | Mark Verheiden                |
| 12         | 12        | Kinder der Nacht         | Children of the Night       | 19. Apr. 2013        | 6. Dez. 2013                          | Deran Sarafian | Brian McGreevy & Lee Shipman  |
| 13         | 13        | Die Geburt               | Birth                       | 19. Apr. 2013        | 6. Dez. 2013                          | Deran Sarafian | Brian McGreevy & Lee Shipman  |

### Staffel 2
| Nr. (ges.) | Nr. (St.) | Deutscher Titel   | Originaltitel                              | Erstausstrahlung USA | Deutschsprachige Erstausstrahlung (D) | Regie             | Drehbuch           |
| ---------- | --------- | ----------------- | ------------------------------------------ | -------------------- | ------------------------------------- | ----------------- | ------------------ |
| 14         | 1         | Das Kind          | Blood Pressure                             | 11. Juli 2014        | 16. Sep. 2014                         | Spencer Susser    | Evan Dunsky        |
| 15         | 2         | Miranda           | Gone Sis                                   | 11. Juli 2014        | 16. Sep. 2014                         | Vincenzo Natali   | Jennifer Haley     |
| 16         | 3         | Luna Rea          | Luna Rea                                   | 11. Juli 2014        | 16. Sep. 2014                         | Peter Cornwell    | Peter Blake        |
| 17         | 4         | Hunger            | Bodily Fluids                              | 11. Juli 2014        | 16. Sep. 2014                         | Floria Sigismondi | David Paul Francis |
| 18         | 5         | Shelley           | Hemlock Diego's Policy Player's Dream Book | 11. Juli 2014        | 16. Sep. 2014                         | Sanaa Hamri       | Charles H. Eglee   |
| 19         | 6         | Tiefer Schmerz    | Such Dire Stuff                            | 11. Juli 2014        | 16. Sep. 2014                         | Peter Cornwell    | Evan Dunsky        |
| 20         | 7         | Tote Seelen       | Lost Generation                            | 11. Juli 2014        | 16. Sep. 2014                         | David Straiton    | Jennifer Hale      |
| 21         | 8         | Priscilla         | Unicorn                                    | 11. Juli 2014        | 16. Sep. 2014                         | David Petrarca    | Peter Blake        |
| 22         | 9         | Der Pakt          | Tintypes                                   | 11. Juli 2014        | 16. Sep. 2014                         | Billy Gierhardt   | David Paul Francis |
| 23         | 10        | Das wahrhaft Böse | Demons and the Dogstar                     | 11. Juli 2014        | 16. Sep. 2014                         | David Straiton    | Charles H. Eglee   |

### Staffel 3
| Nr. (ges.) | Nr. (St.) | Deutscher Titel                                       | Originaltitel               | Erstausstrahlung USA | Deutschsprachige Erstausstrahlung (D) | Regie            | Drehbuch                                               |
| ---------- | --------- | ----------------------------------------------------- | --------------------------- | -------------------- | ------------------------------------- | ---------------- | ------------------------------------------------------ |
| 24         | 1         | Ein Dach über dem Kopf (Jäger und Gejagte*)           | A Place to Fall             | 23. Okt. 2015        | 23. Okt. 2015                         | Russell Lee Fine | David Paul Francis                                     |
| 25         | 2         | Seelen auf Eis                                        | Souls on Ice                | 23. Okt. 2015        | 23. Okt. 2015                         | Coky Giedroyc    | Travis Jackson & Nader Nadavi                          |
| 26         | 3         | Das Haus im Wald                                      | The House in the Woods      | 23. Okt. 2015        | 23. Okt. 2015                         | David Straiton   | Peter Blake                                            |
| 27         | 4         | Jede Bestie (Vergeltung*)                             | Every Beast                 | 23. Okt. 2015        | 23. Okt. 2015                         | Marc Jobst       | Evan Dunsky                                            |
| 28         | 5         | Der Junge im Schrank                                  | Boy in the Box              | 23. Okt. 2015        | 23. Okt. 2015                         | David Straiton   | Charles H. Eglee                                       |
| 29         | 6         | Anhänger (Das Amulett*)                               | Pendant                     | 23. Okt. 2015        | 23. Okt. 2015                         | Jim O’Hanlon     | Peter Blake                                            |
| 30         | 7         | Todo Santos (Destiny*)                                | Todo Santos                 | 23. Okt. 2015        | 23. Okt. 2015                         | Jonathan Amiel   | Evan Dunsky                                            |
| 31         | 8         | Eine düstere Vollmondnacht (Schmetterlinge in Maine*) | Dire Night on the Worm Moon | 23. Okt. 2015        | 23. Okt. 2015                         | Carl Tibbetts    | Travis Jackson & Nader Nadivi                          |
| 32         | 9         | Damaskus (Ein neuer Garten Eden*)                     | Damascus                    | 23. Okt. 2015        | 23. Okt. 2015                         | Russell Lee Fine | David Paul Francis                                     |
| 33         | 10        | Freunde bis in den Tod (Ein Stück vom Himmel*)        | Brian’s Song                | 23. Okt. 2015        | 23. Okt. 2015                         | Russell Lee Fine | Charles H. Eglee, Lorna Clarke Osunsanmi & Peter Blake |

* Titelangaben auf der DVD